# Мала Кльоня (Куявсько-Поморське воєводство)
Мала Кльоня (пол. Mała Klonia) — село в Польщі, у гміні Ґостицин Тухольського повіту Куявсько-Поморського воєводства.
Населення — 339 осіб (2011).
У 1975-1998 роках село належало до Бидгощського воєводства.

## Демографія
Демографічна структура станом на 31 березня 2011 року:
|          | Загалом | Допрацездатний вік | Працездатний вік | Постпрацездатний вік |
| -------- | ------- | ------------------ | ---------------- | -------------------- |
| Чоловіки | 170     | 51                 | 111              | 8                    |
| Жінки    | 169     | 41                 | 98               | 30                   |
| Разом    | 339     | 92                 | 209              | 38                   |